# Parijs-Nice 1969
De etappekoers Parijs-Nice 1969 was de 27e editie van deze koers die werd verreden van 10 tot en met 16 maart. De etappekoers ging van start in Villebon sur Yvette en eindigde op de Col d'Eze (bij Nice).
De eindoverwinning was voor Eddy Merckx, die in het eindklassement 51 seconden voorsprong had op Raymond Poulidor en twee minuten en 17 seconden op Jacques Anquetil.

## Etappes

### Proloog
De proloog werd gereden te Villebon sur Yvette over een afstand van 4 km. Raymond Poulidor won de etappe en mocht de leiderstrui aantrekken.
Resultaat
|   | Renner           | Team                  | Tijd           |
| - | ---------------- | --------------------- | -------------- |
| 1 | Raymond Poulidor | Mercier-BP-Hutchinson | 6'11 6/10e     |
| 2 | Eddy Merckx      | Faema                 | op 0'00 4/10e  |
| 3 | Jacques Anquetil | Bic                   | op 0'06" 6/10e |

### 1e etappe
De 1e etappe werd verreden op 10 maart van Villebon sur Yvette naar Joigny over 153 km.
Resultaat
|   | Renner          | Team      | Tijd    |
| - | --------------- | --------- | ------- |
| 1 | Leo Duyndam     | Caballero | 3u59'26 |
| 2 | Guido Reybrouck | Faema     | op 10"  |
| 3 | Eddy Merckx     | Faema     | z.t.    |

### 2e etappe
De 2e etappe wordt verreden op 11 maart van Joigny naar Le Creusot over 211 km.
Resultaat
|   | Renner           | Team                  | Tijd     |
| - | ---------------- | --------------------- | -------- |
| 1 | Eddy Merckx      | Faema                 | 6u16'08" |
| 2 | Raymond Poulidor | Mercier-BP-Hutchinson | op 1"    |
| 3 | Jan Janssen      | Bic                   | op 2"    |

### 3e etappe A
De 3e etappe A werd verreden op 12 maart van Paray le Monial naar Saint-Étienne over 147 km.
Resultaat
|   | Renner         | Team                      | Tijd     |
| - | -------------- | ------------------------- | -------- |
| 1 | Eric Leman     | Flandria-De Clerck-Krüger | 3u48'31" |
| 2 | Alain Vasseur  | Bic                       | z.t.     |
| 3 | Julien Stevens | Faema                     | z.t.     |

### 3e etappe B
De 3e etappe B - een tijdrit - werd verreden op 12 maart van Saint-Étienne naar Saint-Étienne over 6,5 km.
Resultaat
|   | Renner             | Team         | Tijd         |
| - | ------------------ | ------------ | ------------ |
| 1 | Eddy Merckx        | Faema        | 8'23" 6/10e  |
| 2 | Herman Vanspringel | Mann-Grundig | op 14" 4/10e |
| 3 | Jacques Anquetil   | Bic          | 14" 7/10e    |

### 4e etappe
De 4e etappe werd verreden op 14 maart van Saint-Étienne naar Bollène over 205 km.
Resultaat
|   | Renner          | Team                   | Tijd     |
| - | --------------- | ---------------------- | -------- |
| 1 | Dino Zandegu    | Salvarani              | Ru30'10" |
| 2 | José Catieau    | Sonolor Lejeune Wolber | z.t.     |
| 3 | Gilbert Bellone | Bic                    | z.t.     |

### 5e etappe A
De 5e etappe A - een ploegentijdrit - werd verreden op 15 maart van Tavel naar Tavel over 20,5 km.
Resultaat
|   | Team                  | Tijd     |
| - | --------------------- | -------- |
| 1 | Salvarani             | 3u21'40" |
| 2 | Faema                 | op 0'21" |
| 3 | Mercier-BP-Hutchinson | op 0'37" |

### 5e etappe B
De 5e etappe B werd verreden op 15 maart van Cavaillon naar Hyères over 207,5 km.
Resultaat
|   | Renner             | Team                  | Tijd     |
| - | ------------------ | --------------------- | -------- |
| 1 | Jan Janssen        | Bic                   | 5u38'09" |
| 2 | Herman Vanspringel | Mann-Grundig          | op 6"    |
| 3 | Raymond Poulidor   | Mercier-BP-Hutchinson | op 14"   |

### 6e etappe
De 6e etappe werd verreden op 16 maart van Hyères naar Draguignan over 137 km.
Resultaat
|   | Renner              | Team              | Tijd     |
| - | ------------------- | ----------------- | -------- |
| 1 | Jos van der Vleuten | Willem II-Gazelle | 3u34'10" |
| 2 | Roger Rosiers       | Mann-Gründig      | op 46"   |
| 3 | Evert Dolman        | Willem II-Gazelle | z.t.     |

### 7e etappe  A
De 7e etappe A werd verreden op 17 maart van Draguignan naar Nice over 105 km.
Resultaat
|   | Renner              | Team      | Tijd     |
| - | ------------------- | --------- | -------- |
| 1 | Marino Basso        | Moltini   | 2u33'51" |
| 2 | Valère Van Sweevelt | Faema     | z.t.     |
| 3 | Dino Zandegu        | Salvarani | op z.t.  |

### 7e etappe  B
De 7e etappe B - een klimtijdrit - werd verreden op 17 maart van Nice naar Col d'Eze over 9,5 km.
Resultaat
|   | Renner             | Team                  | Tijd         |
| - | ------------------ | --------------------- | ------------ |
| 1 | Eddy Merckx        | Faema                 | 20'40" 2/10e |
| 2 | Raymond Poulidor   | Mercier-BP-Hutchinson | op 21" 9/10e |
| 3 | Herman Vanspringel | Mann-Grundig          | op 46" 8/10e |

## Eindstanden
Eindstand algemeen klassement
|    | Renner             | Team                  | Tijd      |
| -- | ------------------ | --------------------- | --------- |
| 1  | Eddy Merckx        | Faema                 | 31u56'57" |
| 2  | Raymond Poulidor   | Mercier-BP-Hutchinson | op 0'51"  |
| 3  | Jacques Anquetil   | Bic                   | op 2'17"  |
| 4  | Herman Vanspringel | Mann-Grundig          | op 3'40"  |
| 5  | Raymond Delisle    | Peugeot-BP-Michelin   | op 4'27"  |
| 6  | Jan Janssen        | Bic                   | op 4'51"  |
| 7  | Gilbert Bellone    | Bic                   | op 4'57"  |
| 8  | Rolf Wolfshohl     | Mercier-BP-Hutchinson | op 5'04"  |
| 9  | Roger Pingeon      | Peugeot-BP-Michelin   | op 5'56"  |
| 10 | Alain Vasseur      | Bic                   | op 6'17"  |

1933 · 1934 · 1935 · 1936 · 1937 · 1938 · 1939 · 1940-1945 · 1946 · 1947-1950 · 1951 · 1952 · 1953 · 1954 · 1955 · 1956 · 1957 · 1958 · 1959 · 1960 · 1961 · 1962 · 1963 · 1964 · 1965 · 1966 · 1967 · 1968 · 1969 · 1970 · 1971 · 1972 · 1973 · 1974 · 1975 · 1976 · 1977 · 1978 · 1979 · 1980 · 1981 · 1982 · 1983 · 1984 · 1985 · 1986 · 1987 · 1988 · 1989 · 1990 · 1991 · 1992 · 1993 · 1994 · 1995 · 1996 · 1997 · 1998 · 1999 · 2000 · 2001 · 2002 · 2003 · 2004 · 2005 · 2006 · 2007 · 2008 · 2009 · 2010 · 2011 · 2012 · 2013 · 2014 · 2015 · 2016 · 2017 · 2018 · 2019 · 2020 · 2021 · 2022 · 2023 · 2024 · 2025